# Her Soldier Sweetheart
Her Soldier Sweetheart er en amerikansk stumfilm fra 1910 af Sidney Olcott.